# Listy do Pana Boga
Listy do Pana Boga albo Listy do Boga (org. Letters to God) – amerykański film dramatyczny z chrześcijańskim przesłaniem. Film bazuje na autentycznej historii Tylera Doherty, którego w filmie gra Tanner Maguire.

## Treść
Ośmioletni Tyler, który choruje na raka, pisze listy do Boga. Okazuje się, że jego działanie wpływa na ludzi w okolicy siejąc nadzieję i inspirując ich do zmiany na lepsze swojego życia. 

## Obsada
- Robyn Lively – Huff Doherty
- Jeffrey Johnson – Brady Jeffrey McDaniels
- Tanner Maguire – Tyler Doherty
- Bailee Madison – Samantha "Sam" Perryfield
- Michael Bolten – Ben Austin Doherty
- Maree Cheatham – Olivia
- Ralph Waite – Mr. Perryfield
- Brendan Doughtie – Justin McDaniels
- Karley Scott Collins – Ashley Turner